# 至聖所
至聖所（しせいじょ）は、宗教的建築物の最も神聖な場所の呼称として幅広く用いられている。エジプトの神々を奉った神殿や、聖書の幕屋および神殿などにおいて、一番奥の部屋のことを指す。

## 旧約聖書の記述

### 幕屋の至聖所
年に一度、ユダヤ暦の第7の月の10日、贖罪日に大祭司のみが入ることを許された空間である。アカシヤの木枠に布を掛けて外界から仕切られた、一辺を10キュビトとする立方体の空間で、契約の箱が安置されていた。また、香の祭壇も至聖所内にあり、契約の箱を直接見ることがないよう、至聖所内を煙で満たしたとされる。そして荒野では、至聖所の上空に、昼には雲が、夜には火が留まっていたと伝えられる。

### エルサレム神殿の至聖所
列王記上 6章の記述によれば、一辺を20キュビトとする立方体であり、内壁を彫刻の施された杉の板で覆われ、天井から床に至るまで金がかぶせられた。そしてこの中には、高さ10キュビト、翼の長さが5キュビトのケルブの木像2体（複数形はケルビム、ロシアではヘルビム）が設置され、この木像にも金がかぶせられた。このほかの、契約の箱が安置されたことや、過越の祭りの前の贖罪日に大祭司1名のみが入ることを許された点などは、幕屋と同様である。

## 正教会の至聖所

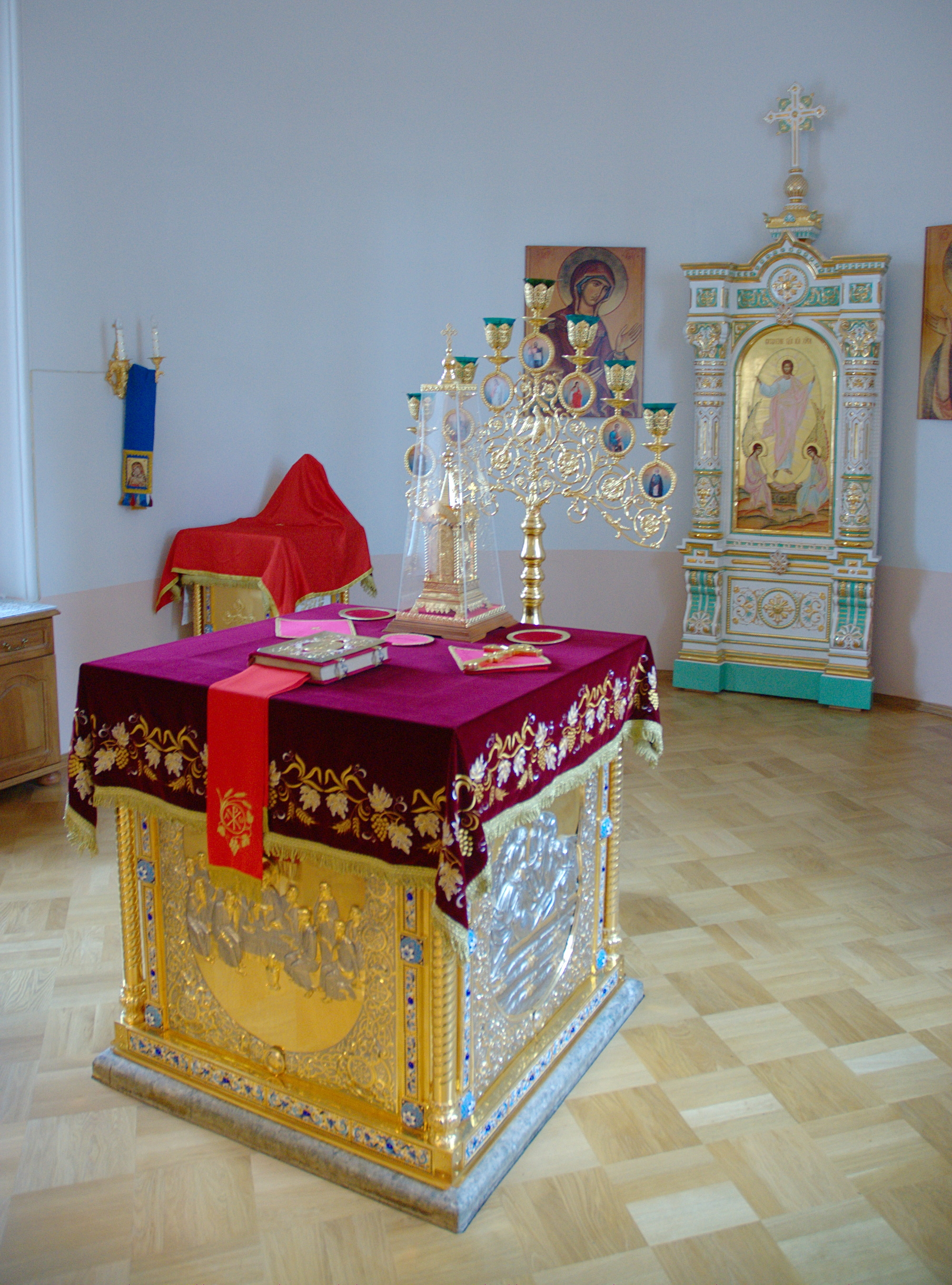
ヴァラーム修道院の顕栄聖堂の至聖所。中心に宝座。七燭台がその後方に置かれ、左奥の壁際には覆いを掛けられた奉献台がある。

正教会では聖書および伝統に倣い、聖堂内部に神品とその補助者だけ（いずれも男性のみ）が入ることを許される場所が設けられ、これを至聖所と呼んでいる。イコノスタスで聖所と区分されている。
至聖所の中心に、聖体機密（聖体礼儀）が執行され、聖堂でも最も重要な宝座がある。
正面左奥には奉献台がある。聖爵といった聖器物が安置され、聖体礼儀に必要な物品（パンと葡萄酒）を整える奉献礼儀がここで行われる。
至聖所には他にも、福音経が宝座に安置されているほか、燭台、ディキリとトリキリ、リピタといった祭具など、様々な祭具が置かれている。
イコンがあるのは、他の聖堂の場所と変わらない。